# 委内瑞拉湾

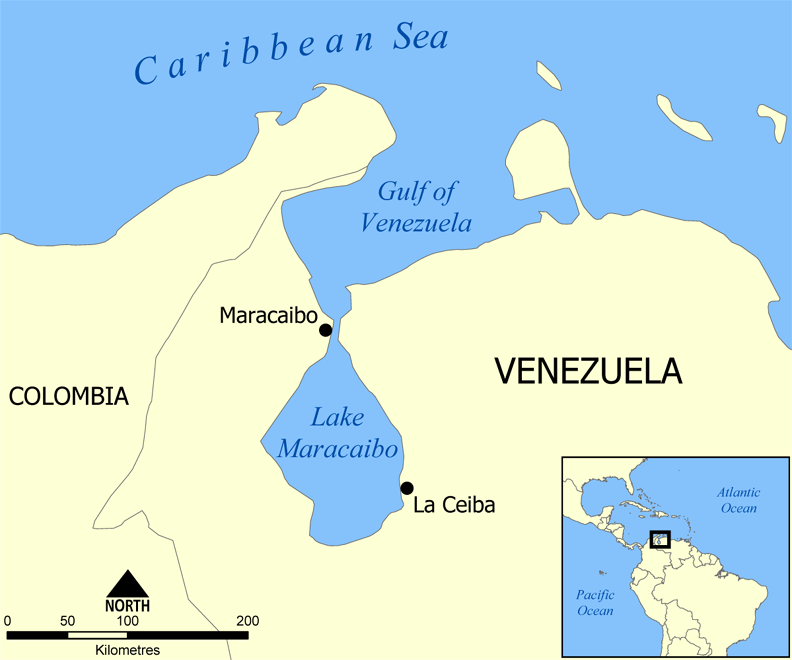
委内瑞拉湾和马拉开波湖地图。

11°30′N 71°0′W / 11.500°N 71.000°W
委内瑞拉湾（西班牙語：Golfo de Venezuela）是加勒比海南部，委内瑞拉与哥伦比亚之间的一个海湾，南北長120公里，东西最宽处为240公里。西有瓜希拉半岛，东为帕拉瓜纳半岛，南通过马拉开波附近11米深的水道与马拉开波湖相通。四周为开垦不多的低地。委内瑞拉湾是马拉开波湖地区石油海运的重要通道。